# Raffaello Caserta
Raffaello Caserta (ur. 15 sierpnia 1972 w Neapolu) – włoski szermierz, szablista, brązowy medalista olimpijski i trzykrotny medalista mistrzostw świata.
Na igrzyskach olimpijskich w Atlancie w 1996 roku wspólnie z Luigim Tarantino i Tonhim Terenzim zdobył brązowy medal w zawodach drużynowych. Indywidualnie zajął dziewiętnaste miejsce. Brał też udział w igrzyskach olimpijskich w Sydney w 2000 roku, zajmując ósme miejsce drużynowo i dziewiętnaste indywidualnie.
Podczas mistrzostw świata w Essen w 1993 roku reprezentacja Włoch w składzie: Raffaello Caserta, Giovanni Sirovich, Giovanni Scalzo, Marco Marin i Tohni Terenzi zdobyła drużynowo srebrny medal. Na rozgrywanych dwa lata później mistrzostwach świata w Hadze wspólnie z Tarantino, Terenzim i Marinem zwyciężył w zawodach drużynowych. Wywalczył również srebrny medal indywidualnie podczas mistrzostw świata w Chaux-de-Fonds w 1998 roku, przegrywając w finale z Tarantino.
Kilkukrotnie zdobywał medale mistrzostw Europy, w tym złote indywidualnie na mistrzostwach Europy w Lizbonie (1992) i mistrzostwach Europy w Keszthely (1995) oraz srebrny podczas mistrzostw Europy w Krakowie (1994).